# Pheia flavicincta
Pheia flavicincta là một loài bướm đêm thuộc phân họ Arctiinae, họ Erebidae.